# Mysteria Friends
《Manaria Friends》（マナリアフレンズ）改編自遊戲《巴哈姆特之怒》內的活動「馬納歷亞魔法學院」，於動畫系列中被定為外傳性質。電視動畫原本由雲雀工作室製作，並預定於2016年4月播放，但官方在2016年3月宣布延期播放，官網刪除已經公佈的製作人員資料。2018年10月2日宣布確定於2019年1月開始放送，由CygamesPictures製作，除音樂、聲優外更換全部製作人員。
漫畫於講談社雜誌《Seinen》連載，單行本全2冊。

## 故事簡介
故事以遊戲中的「馬納歷亞魔法學院」為背景，描述人、神、魔共存的魔法學院名校中，兩位公主入學、相遇的故事。擁有卓越魔法才能與領袖魅力的馬納歷亞王國公主「安」，以及身為龍與人混血的內向龍族公主「古蕾婭」。兩人的相遇讓生活染上光輝，在馬納歷亞魔法學院度過了無可取代的時光。

## 登場人物

### 學生
安（聲：日笠陽子）
馬納歷亞王國的公主。擁有壓倒性的魔法天賦，年紀輕輕就能使用英靈召喚術，但也因為天賦過於強大，與其他人形成距離感，而覺得孤獨。
擁有強大正義感的性格與王族的領袖魅力，但偶而會有天然呆的表現，不擅長游泳。
與古蕾婭關係親密，偶爾會對古蕾婭性騷擾。
古蕾婭（聲：福原綾香）
龍與人混血的龍族公主。馬納歷亞學院為母親的母校，因此進入馬納歷亞學院就讀，與安關係非常親密。
漢娜（聲：水樹奈奈）
馬納歷亞學院的學生會長。比任何人都喜歡學院，責任感很強，深受學生愛戴。
歐文（聲：羽多野涉）
安的近衛聖騎士，隨安一起進入馬納歷亞學院就讀。起誓為了安可以奉獻一切，隨時跟在安的身邊暗中保護安。
露（聲：古山貴實子）
還再努力練習魔法的馬納歷亞學院新生，冒失性格。
威廉（聲：内田雄馬）
馬納歷亞學院的圖書館委員，成績優異。
波比（聲：Lynn）
馬納歷亞學院的學生，仰慕學生會長漢娜，是會長的秘書。

### 教師
米蘭達（聲：井上喜久子）
馬納歷亞學院的老師，專攻聖魔術。對製做cosplay衣服有狂熱的興趣。
海因萊因（聲：澤城千春）
馬納歷亞學院的老師，專攻闇魔術。
吉爾（聲：中博史）
馬納歷亞學院的老師，專攻魔術基礎論。

## 電視動畫

### 製作人員
- 原作：Cygames
- 監督：岡本英樹
- 系列構成：關根聰子
- 角色設計：吉田南
- 音樂：渡邊崇（日语：渡邊崇）
- 動畫製作：CygamesPictures

### 各話列表
| 話數   | 日文標題 | 中文標題   | 劇本       | 分鏡     | 演出            | 作畫監督                                        | 總作畫監督     | 片尾插圖     |
| ------ | -------- | ---------- | ---------- | -------- | --------------- | ----------------------------------------------- | -------------- | ------------ |
| 第1話  |          | 安與古蕾婭 | 關根聰子   | 岡本英樹 | 岡本英樹        | 吉田南、村山公輔                                | 吉田南         | 恩田尚之     |
| 第2話  |          |            | 梅下幸之助 | 岡本英樹 | 孫承希 岡本英樹 | 角田圭一、吉田南 村山公輔                       | 吉田南         | 虹原         |
| 第3話  |          | 公主的假日 | 關根聰子   | 岡本英樹 | 岡本英樹        | 小澤円、上野卓志                                | 吉田南、小澤円 |              |
| 第4話  |          | 考試期間   | 關根聰子   | 村山公輔 | 茉田哲明        | 、岡佳宏角 助川裕彦吉、田桂一 重國勇二          | 吉田南         | かんざきひろ |
| 第5話  |          | 學院淪陷   | 關根聰子   | 岡本英樹 | 岡本英樹        | 角田桂一、門智昭                                | 小澤円         | 吉成曜       |
| 第6話  |          |            | 關根聰子   | 工藤利春 | 内山まな        | 上野卓志、吉岡佳宏 重國勇二                     | 吉田南         | えなれいん   |
| 第7話  |          | 捉迷藏     | 關根聰子   | 鈴木行   | 高橋亨          | 助川裕彦                                        | 小澤円         | 珈琲貴族     |
| 第8話  |          |            | 關根聰子   | 鈴木行   | 高橋亨          | 角田桂一、重国勇二 助川裕彦、上野卓志           | 吉田南         | LM7          |
| 第9話  |          |            | 關根聰子   | 春藤佳奈 | 鈴木芳成        | 徳田夢之介、門智昭、小澤円                      | 小澤円         | 水田ケンジ   |
| 第10話 |          |            | 關根聰子   | 岡本英樹 | 岡本英樹        | 角田桂一、重国勇二、助川裕彦 熊谷勝弘、石崎夏海 | 吉田南         | ぽんず       |

### 藍光版
| 卷數 | 發售日期     | 收錄話數       | 規格編號  |
| ---- | ------------ | -------------- | --------- |
| Ⅰ    | 2019年3月2日 | 第1話 ~ 第5話  | BIXA-1141 |
| Ⅱ    | 2019年4月2日 | 第6話 ~ 第10話 | BIXA-1142 |

### 播放電視台
日本深夜動畫：下文記載的日本国内播放時間使用日本標準時間（UTC+9）表示。因為部分時間标识會採用30小时制，因此請留意这类超过24:00的时间，其實際播放時間為翌日清晨。
| 播放地區 | 播放電視台 | 播放日期               | 播放時間                  | 備註                                    |
| -------- | ---------- | ---------------------- | ------------------------- | --------------------------------------- |
| 東京都   | TOKYO MX   | 2019年1月21日－3月25日 | 星期一 24時30分－24時45分 | 『ULTRA SUPER ANIME TIME』内            |
| 日本全國 | BS11       | 2019年1月21日－3月25日 | 星期一 24時45分－1時00分  | 『ANIME+』 『ULTRA SUPER ANIME TIME』内 |
| 日本全國 | AT-X       | 2019年1月22日－3月26日 | 星期二 24時45分－1時00分  | 有重播                                  |

| 發佈         | 播放日期        | 播放時間                  |
| ------------ | --------------- | ------------------------- |
| NICONICO頻道 | 2019年1月22日－ | 星期二 12時00分－12時45分 |

| 播放地區 | 播放電視台 | 播放日期               | 播放時間                      |
| -------- | ---------- | ---------------------- | ----------------------------- |
| 香港     | Animax     | 2020年7月17日－7月23日 | 星期一至五 21:30－22:00       |
| 臺灣     | Animax     | 2020年7月27日－8月9日  | 星期一至三及六日 19:30－20:00 |

## 出版書籍

### 漫畫
| 集數 | 講談社        | 講談社                 |
| 集數 | 發售日期      | ISBN                   |
| ---- | ------------- | ---------------------- |
| 1    | 2017年8月30日 | ISBN 978-4-0650-9213-2 |
| 2    | 2018年1月28日 | ISBN 978-4-0650-9242-2 |

## 腳註
1. ↑  漢娜遊戲人設繪師
2. ↑  安遊戲人設繪師

## 外部連結
- Mysteria Friends官方網站（页面存档备份，存于）（日語）
- 巴哈姆特之怒 Manaria Friends官方的X（前Twitter）（舊）（日語）
- Mysteria Friends官方的X（前Twitter）（新）（日語）